# Т-72БМ2
Т-72БМ2 — белорусская модификация танка Т-72. Подразумевает под собой установку многоканального тепловизионного прицельного приспособления наводчика «Сосна-У», разработанного белорусской компанией «Пеленг», модернизированного гладкоствольного 125-мм орудия 2А46М, двигателя В-84МС, современных приборов наблюдения, а также комплекта динамической защиты типа «Реликт» собственного производства. По бортам и в кормовой части машины были установлены экраны для защиты моторного отделения от кумулятивных боеприпасов. Танк оснащён набором метеорологических датчиков, датчиков крена, тангажа, ветра и температуры воздуха. Силовое отделение оборудовано автономным дизельным энергоагрегатом с воздушным охлаждением мощностью 7 кВт. Экипаж танка оснастили комплектом радиосвязи Р-181-50ТУ. Были улучшены условия стрельбы за счёт введения режима «Дубль», позволяющего командиру танка управлять вооружением танка независимо от наводчика. Танк был представлен министру обороны Беларуси 27 июля 2022 года и в течение года модифицировался с учётом опыта использования бронетанковой техники российской армией во время вторжения на Украину. Публичный показ танка состоялся 17 мая 2023 года на выставке MILEX-2023.

## На вооружение
Республика Беларусь — 30 единиц Т-72БМ2 поступят на вооружение в 2025 году (поставка планировалась в 2024-м).

## Сравнение с аналогами
- Т-72БМ2 отличается от российского Т-72Б3 образца 2016 года бо́льшей площадью покрытия брони корпуса и башни блоками динамической защиты и противокумулятивными резинотканевыми и решётчатыми экранами по бортам и в кормовой части соответственно[2].
- Моторное отделение Т-72БМ2 оборудовано автономным агрегатом электропитания, отсутствующем на Т-72Б3 всех модификаций[2].